# René Coty
René Jules Gustave Coty (20. března 1882 Havre – 22. listopadu 1962 Havre) byl francouzský politik a 17. prezident Francie.
Vystudoval Univerzitu v Caen, působil v Le Havru jako právník a komunální politik, byl členem Radikální strany. Bojoval v první světové válce u pěchoty, zúčastnil se bitvy u Verdunu. V roce 1923 byl zvolen poslancem Národního shromáždění a v roce 1936 senátorem. V letech 1947–1948 byl ministrem pro obnovu a městské plánování ve vládě Roberta Schumana. V roce 1952 se stal místopředsedou Senátu. Dne 23. prosince 1953 ho parlament zvolil prezidentem, do úřadu nastoupil 16. ledna 1954. Jeho funkční období bylo poznamenáno častým střídáním vlád a alžírskou válkou. Poté, co referendum v září 1958 schválilo novou ústavu, nahradil Cotyho v prezidentské funkci Charles de Gaulle a tím skončila čtvrtá Francouzská republika. Po odchodu z Elysejského paláce působil Coty v Académie des sciences morales et politiques.
V Le Havru je po něm pojmenováno obchodní centrum Espace Coty. Jeho pravnukem je spisovatel Benoît Duteurtre.

## Vyznamenání
- velkokříž Řádu čestné legie – Francie, 1954
- velkokříž s řetězem Řádu zásluh o Italskou republiku – Italské království, 6. prosince 1954[1]
- rytíř Řádu slona – Dánsko, 15. května 1955
- rytíř Nejvyššího řádu Kristova – Vatikán, 1957[2]
- velkostuha Řádu Šalomounovy pečeti – Etiopské císařství